# Podu Ursului
Podu Ursului – wieś w Rumunii, w okręgu Prahova, w gminie Vărbilău. W 2011 roku liczyła 31 mieszkańców.